# ヴェルフ・ハインリヒ・フォン・ハノーファー

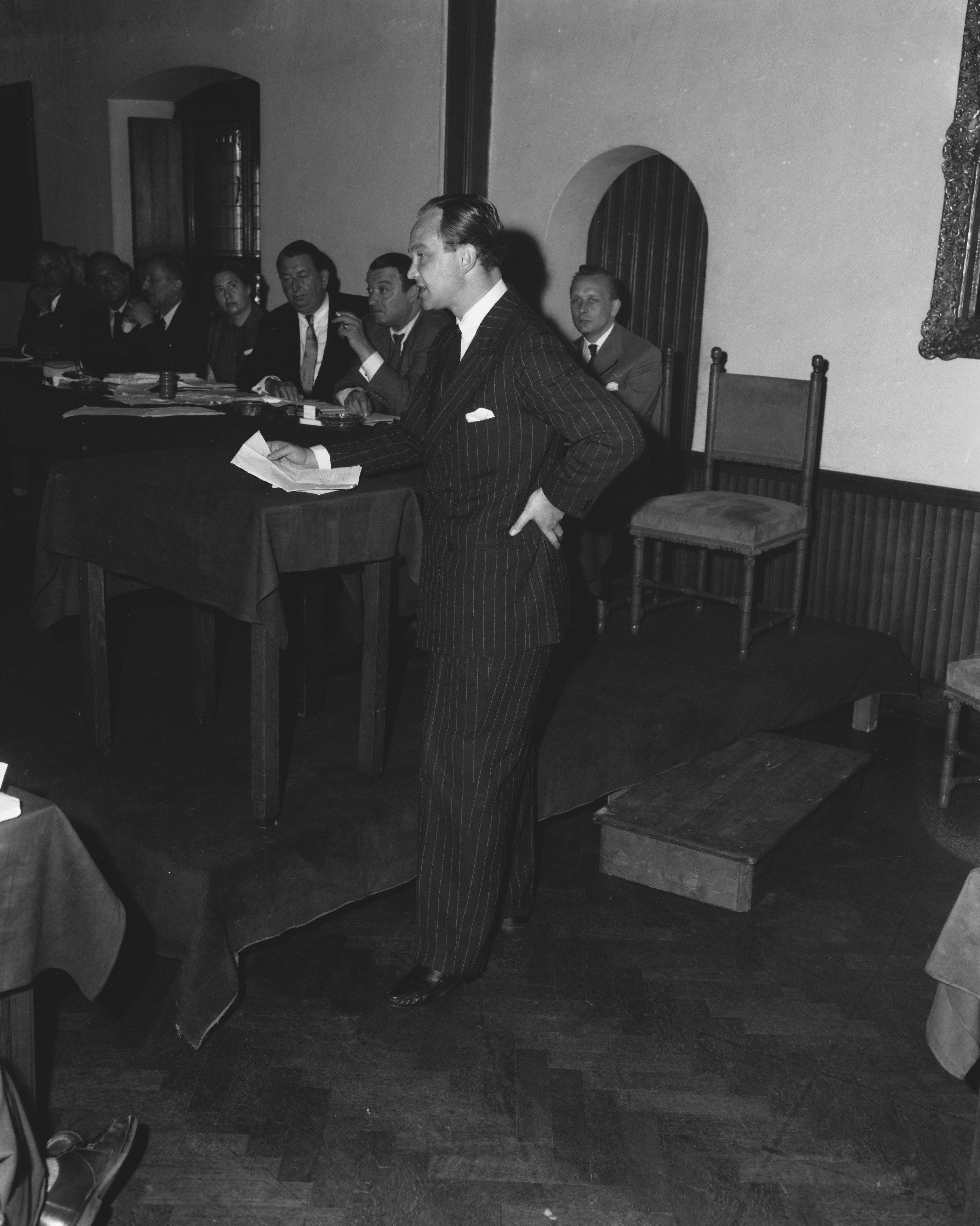
ヴェルフ・ハインリヒ・プリンツ・フォン・ハノーファー (1958)

ヴェルフ・ハインリヒ・プリンツ・フォン・ハノーファー（Welf Heinrich Prinz von Hannover, 1923年3月11日 グムンデン - 1997年7月12日 フランクフルト・アム・マイン）は、ドイツのハノーファー王国およびブラウンシュヴァイク公国の王族の子孫。
全名はヴェルフ・ハインリヒ・エルンスト・アウグスト・ゲオルク・クリスティアン・ベルトルト・フリードリヒ・ヴィルヘルム・ルイ・フェルディナント（Welf Heinrich Ernst August Georg Christian Berthold Friedrich Wilhelm Louis Ferdinand Prinz von Hannover）。

## 生涯
ブラウンシュヴァイク公エルンスト・アウグスト（3世）とその妻のプロイセン王女ヴィクトリア・ルイーゼの間の第5子、四男として生まれた。ドイツ皇帝ヴィルヘルム2世の外孫にあたり、皇帝の20人の孫の中で最後に誕生した。家族からは「ヴェルフィ（Welfi）」の愛称で呼ばれた。第二次世界大戦後に法学博士号を取得した後、銀行員として働いた。
父が1918年のドイツ革命に際してブラウンシュヴァイク公爵位を退いたため、伝統的に一族の成員に認められていたハノーファー王子（Prinz von Hannover）およびブラウンシュヴァイク＝リューネブルク公（Herzog zu Braunschweig-Lüneburg）の称号は法的に無意味なものとなっていた。また1917年11月30日付けのイギリス王ジョージ5世の開封勅許状により、グレートブリテンおよびアイルランド王子（Prince of Great Britain and Ireland）の称号を名乗る有資格者から除外されたが、1931年に父がハノーファー王家家長として自身の子孫が同称号を保持すると主張したため、この称号も名乗った。
1960年にイーゼンブルク＝ビューディンゲン侯家家長オットー・フリードリヒの娘アレクサンドラ（1937年 - 2015年）と結婚した。1960年9月20日にビューディンゲンにおいて民事婚が、翌日の9月21日に同市のマリア教会（Marienkirche）において宗教婚が行われた。夫妻の間に子供は無かった。ヴェルフ・ハインリヒは妻がキリスト教民主同盟所属の市議会議員を務めたフランクフルト・アム・マインで暮らした。長く患った後、1997年に64歳で死去した。